# Septicemia hemorrágica viral

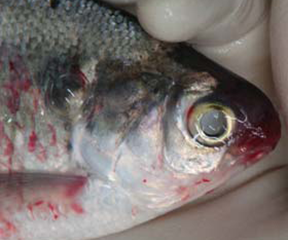
VHS en Dorosoma cepedianum

La Septicemia Hemorrágica Viral es una enfermedad infectocontagiosa de origen vírico que afecta a peces, principalmente a salmónidos.
Es causada por el virus de la septicemia hemorrágica viral (VHS o VHSV), que pertenece a la familia Rhabdoviridae con típica forma de bala y una envoltura glucoprotéica.
Provoca un proceso septicémico-hemorrágico asociado ocasionalmente a procesos neurológicos y la muerte en la mayor parte de los casos. Afecta a individuos de todas las edades, al contrario que otros virus de peces que afectan sólo a estados larvarios) y se considera la enfermedad más importante que afecta a la acuicultura continental debido a los perjuicios económicos que ocasiona.
Está catalogada como enfermedad animal de declaración obligatoria por la Unión Europea y la OIE, por lo que se incluyó en el Real Decreto 2459/1996, por el que se establece la lista de enfermedades de animales de declaración obligatoria.
Afecta a más de 50 especies de agua dulce y marinas en varias partes del hemisferio norte. Existen diferentes variedades del virus en diferentes regiones, y afectan a diferentes especies. No hay señales de que la enfermedad afecte a la salud humana.
Históricamente, el VHS se asoció sobre todo a los salmónidos de agua dulce en Europa occidental, documentadose como una enfermedad patogénica entre los salmónidos cultivados desde la década de 1950.
Hoy en día sigue siendo una preocupación importante para muchas granjas de peces en Europa y por lo tanto siendo observado de cerca por la Comisión Europea. Fue descubierto por primera vez en los EE. UU. en 1988 entre los salmones que remontan los ríos desde el Pacífico en el estado de Washington. Este genotipo de América del Norte fue identificado como una cepa distinta, más estable que los marinos del genotipo europeo. Se descubrió entonces que VHS ha afecta a los peces marinos en el océano Pacífico nororiental, el mar del Norte y el mar Báltico.
Desde 2005, se han producido muertes masivas en una gran variedad de especies de agua dulce en la región de los Grandes Lagos de América del Norte.